# دیوید لوی (سیاستمدار)
دیوید لوی (عبری: דוד לוי‎؛ ۲۱ دسامبر ۱۹۳۷ – ۲ ژوئن ۲۰۲۴) سیاست‌مدار اهل اسرائیل بود.
دیوید لوی در ۲ ژوئن ۲۰۲۴، در سن ۸۶ سالگی درگذشت.
وی همچنین برندهٔ جوایزی همچون جایزه اسرائیل شده است.